# Liste der Kulturdenkmäler in Stahlhofen (Westerwald)
In der Liste der Kulturdenkmäler in Stahlhofen sind alle Kulturdenkmäler der rheinland-pfälzischen Ortsgemeinde Stahlhofen aufgeführt. Grundlage ist die Denkmalliste des Landes Rheinland-Pfalz (Stand: 21. Dezember 2021).

## Einzeldenkmäler
| Bezeichnung                          | Lage                                     | Baujahr                  | Beschreibung | Bild                           |
| ------------------------------------ | ---------------------------------------- | ------------------------ | --- | ------------------------------ |
| Rat- und Backhaus                    | Brunnenstraße 2 Lage                     | 1855/56                  | ehemaliges Rat- und Backhaus; Bruchsteinbau, 1855/56; straßenseitig: Kruzifix, bezeichnet 1855                                         | Fotos hochladen                |
| Scheune                              | Brunnenstraße, zu Nr. 4 Lage             | um 1900                  | Fachwerkscheune, um 1900 | Fotos hochladen                |
| Wohnhaus                             | Brunnenstraße 9 Lage                     | 16. Jahrhundert          | Fachwerkhaus, teilweise massiv und verkleidet, 16. Jahrhundert                                                                         | Fotos hochladen                |
| Schulhaus                            | Brunnenstraße 14 Lage                    | 1823                     | ehemalige Schule mit Nebengebäude; Fachwerk-Schulhaus, teilweise massiv, bezeichnet 1823, Fachwerk-Toilettenhäuschen, wohl bauzeitlich | Fotos hochladen                |
| Katholische Pfarrkirche St. Wendelin | Kirchstraße Lage                         | 1913                     | kreuzförmiger neubarocker Basaltbau, bezeichnet 1913                                                                                   | weitere Bilder Fotos hochladen |
| Wohnhaus                             | Ringstraße 13 Lage                       | 18. Jahrhundert          | Fachwerkhaus eines Streckhofs, 18. Jahrhundert                                                                                         | Fotos hochladen                |
| Wohnhaus                             | Ringstraße 15 Lage                       | 17. oder 18. Jahrhundert | Fachwerkhaus, teilweise massiv und verkleidet, wohl aus dem 17. oder 18. Jahrhundert                                                   | Fotos hochladen                |
| Wohnhaus                             | Ringstraße 18a/20 Lage                   | 18. Jahrhundert          | Fachwerkhaus, teilweise massiv und verputzt, 18. Jahrhundert                                                                           | Fotos hochladen                |
| Wohnhaus                             | Ringstraße 19 Lage                       | 18. Jahrhundert          | Fachwerkhaus mit Niederlass, teilweise massiv und verkleidet, wohl aus dem 18. Jahrhundert                                             | Fotos hochladen                |
| Hofanlage                            | Ringstraße 24 Lage                       | 18. Jahrhundert          | Streckhof; Fachwerkhaus mit Niederlass, teilweise massiv, 18. Jahrhundert                                                              | Fotos hochladen                |
| Katholische Kapelle St. Wendelin     | nordwestlich des Ortes an der K 166 Lage | 1885                     | Wegekapelle; Bruchsteinbau, 1885, bauzeitlicher Wendelinus-Altar                                                                       | weitere Bilder Fotos hochladen |